# Przysłoń
Przysłoń (804 m) – szczyt w Paśmie Lubomira i Łysiny. Według Jerzego Kondrackiego pasmo to należy do Beskidu Wyspowego. Na mapach jednak i w przewodnikach turystycznych często zaliczane jest do Beskidu Makowskiego.
Przysłoń to wierzchołek na bocznym grzbiecie Pasma Lubomira i Łysiny. Grzbiet ten odbiega od Trzech Kopców (894 m) w południowo-zachodnim kierunku do doliny Raby. Przysłoń znajduje się na nim pomiędzy Trzema Kopcami a Patryją (764 m), od której oddziela go przełęcz Weska (734 m). Jest zupełnie niewybitnym wierzchołkiem, jednak o znaczenie topograficznym, gdyż grzbiet rozgałęzia się na nim na dwa ramiona. Jedno, dłuższe poprzez Patryję opada w południowym kierunku do doliny Raby, drugie dużo krótsze odgałęzia się w południowo-zachodnim kierunku. Przysłoń ma trzy grzbiety, jego stoki opadają więc do dolin trzech potoków; wschodnie do doliny potoku Niedźwiadek, południowe do dolinki potoku Średnia Suszanka, zachodnie do potoku Rzeka (te dwa ostatnie są dopływami Suszanki).
Przysłoń jest całkowicie zalesiony, ale na wschodnich stokach jego grzbietu poniżej przełęczy Weska znajduje się polana Weszkówka należąca do miejscowości Węglówka, a na bocznym południowo-zachodnim ramieniu jest należące do Pcimia osiedle Więckówka. Od wierzchołka Przysłonia do osiedla tego prowadzi nieznakowana droga leśna. Głównym natomiast grzbietem Przysłonia prowadzi znakowany szlak turystyczny.

## Szlak turystyczny
żółty: Lubień – Patryja – Weszkówka – Przysłoń – Łysina